# Conciles de Carthage (251-256)
Pour les articles homonymes, voir Concile de Carthage.

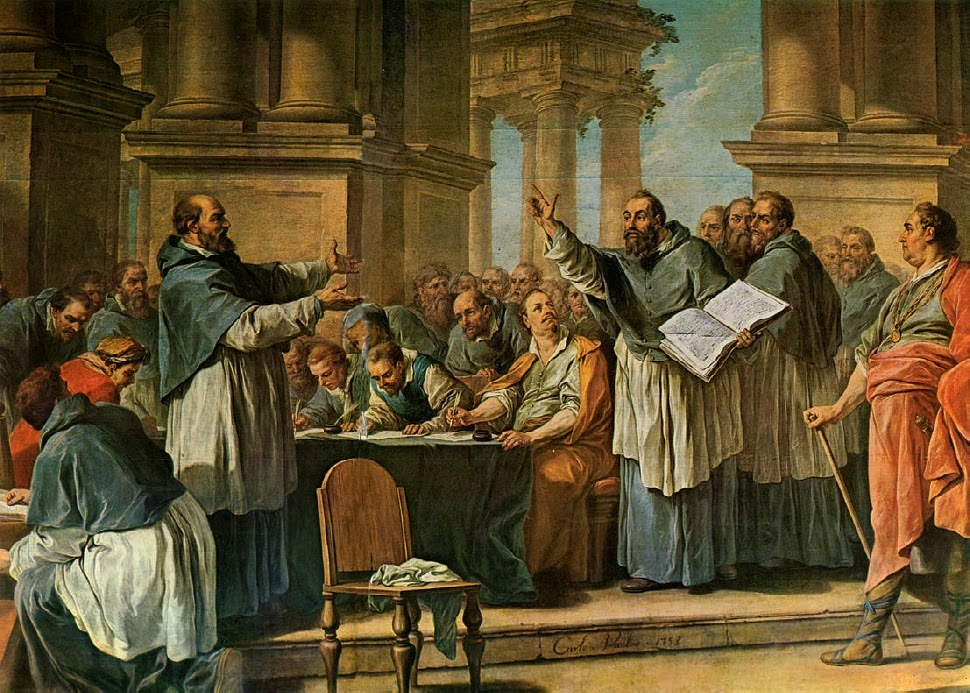
Saint Augustin argumentant avec des donatistes.

Une série de conciles importants se sont tenus à Carthage, métropole de l'Afrique chrétienne, entre 251 et 256. Ils s'occupent principalement de la question des lapsi (chrétiens qui ont failli lors de la persécution de Dèce et qui demandent à rentrer dans l'Église) et de la validité du baptême conféré par les hérétiques. Cyprien, qui soutient qu'un hérétique entrant dans l'Église doit être rebaptisé, s'oppose sur ce point à l'usage défini en 255 par l'évêque de Rome Étienne Ier. Il en résulte un conflit qui s’achève en 257 avec la persécution de Valérien.
- 251 : Après Pâques (23 mars), l'évêque Cyprien rentre à Carthage après la persécution de Dèce où il convoque un premier concile pour régler la question des lapsi. Ceux qui ont acheté des certificats de sacrifice (libellus) sont pardonnés, ceux qui ont sacrifié aux dieux de l’État romain devront faire une longue pénitence. Le concile condamne le prêtre Novat et le schisme de Novatien[1]. Cyprien y lit sous forme de discours ses traités De Lapsis, et De Catholicae Ecclesiae unitate[2]. Cyprien convoque un second concile à l'automne qui reprend la question des lapsi[1].
- 252 : Le 15 mai, Cyprien, lors d'un nouveau concile, traite les lapsi qui ont fait pénitence avec indulgence[3].
- 256 : Au printemps, un concile regroupe 71 évêques de l’Afrique romaine, sur la question de la validité du baptême conféré par les hérétiques. Il rejoint l'opinion de Cyprien qui exige un nouveau baptême. Ces décisions sont condamnées par le pape Étienne[4]. Le 1er septembre suivant, un nouveau concile regroupe 84 évêques. Ils réitèrent leur position sur le baptême des hérétiques, en rupture avec Rome[4].